# 不可思議/wonderboy
不可思議/wonderboy（ふかしぎワンダーボーイ、1986年12月30日 - 2011年6月23日）は、日本の男性シンガーソングライター、ポエトリーラッパー。血液型はO型。

## 略歴
埼玉県立川越高等学校、埼玉大学卒業。KICK THE CAN CREWをきっかけにラップを始める。
大学3年生の終わり頃、スポークン・ワードの大会であるSSWS（新宿スポークンワーズスラム）にエントリーするにあたって予選を下見したときに、詩人今村知晃のパフォーマンスに衝撃を受け、ライムもビートもないポエトリーリーディングに目覚める。
2009年、SSWS（新宿スポークンワーズスラム）チャンピオントーナメント優勝。グランドチャンピオントーナメントBEST4。
『不可思議奇譚 demo.ep 』300枚以上を手売り、WENOD店頭、LOW HIGH WHO? PRODUCTIONホームページで販売。
2010年 YSWS（横浜スポークンワーズスラム）グランドチャンピオントーナメント優勝。代々木公園で開催された野外朗読サイファーでは予選を勝ち抜き、谷川俊太郎と降神とのサイファーを経験。2011年には「俊読〜shundoku7〜」に出演、再び谷川と共演。そこで谷川の詩をラップにした楽曲「生きる」を披露し、のちに谷川から直接音源化の許諾を得る。合唱の盛んな中学校にいたため、谷川の詩には当時から触れていたという。
2011年3月14日、自主制作シングル「生きる」を50枚限定でLOW HIGH WHO?Storeから販売。一晩で完売。
2011年5月4日、1st Album「ラブリー・ラビリンス」を全国発売。
2011年6月23日、不慮の交通事故により急逝。享年24歳。
2024年現在、YouTubeに公開されている「Pellicule」（「ラブリー・ラビリンス」収録）のMUSIC VIDEOは再生回数3000万超。サッカー選手を目指して、タイの下部リーグに渡った友人に宛てて書いた曲であるという。

## ディスコグラフィ

### シングル
- 生きる（2011年3月14日、LOW HIGH WHO? PRODUCTION）

## 客演
| 発売日        | 収録先（アーティスト名 / タイトル）          | 参加曲 |
| ------------- | -------------------------------------------- | --- |
| 2011年5月18日 | COASARU 『別人格コアサル』                   | 10. egg burnin' 2010 Feat. 不可思議/wonderboy                                                                                            |
| 2012年8月8日  | LOW HIGH WHO? 『D.I.Y. -CAMP AND SUMMER-』   | 1. Egg Burnin' 2nd / 不可思議/wonderboy, Momose, Jinmenusagi, EeMu, Utatane/nayuta, kome, daoko, kuroyagi, milen, Madogarasu, ELOQ, 灯汰 |
| 2014年1月22日 | Z.I.O-RAMA 『SEAL』                          | 16. NIHILISM feat. 不可思議/wonderboy |
| 2018年9月19日 | ともちゃん9さい 『世界の果て、はて、ハテ。』 | 8. タイム with 不可思議/wonderboy |

## 映像作品
- Living Behavior 不可思議/wonderboy 人生の記録（2015年6月24日、ポニーキャニオン）

未発表のLIVE映像と関係者の証言で贈るドキュメンタリー・ミュージックムービー。監督は関和亮。